# Copa spinosa
Copa spinosa là một loài nhện trong họ Corinnidae.
Loài này thuộc chi Copa. Copa spinosa được Eugène Simon miêu tả năm 1896.